# Margo Rey

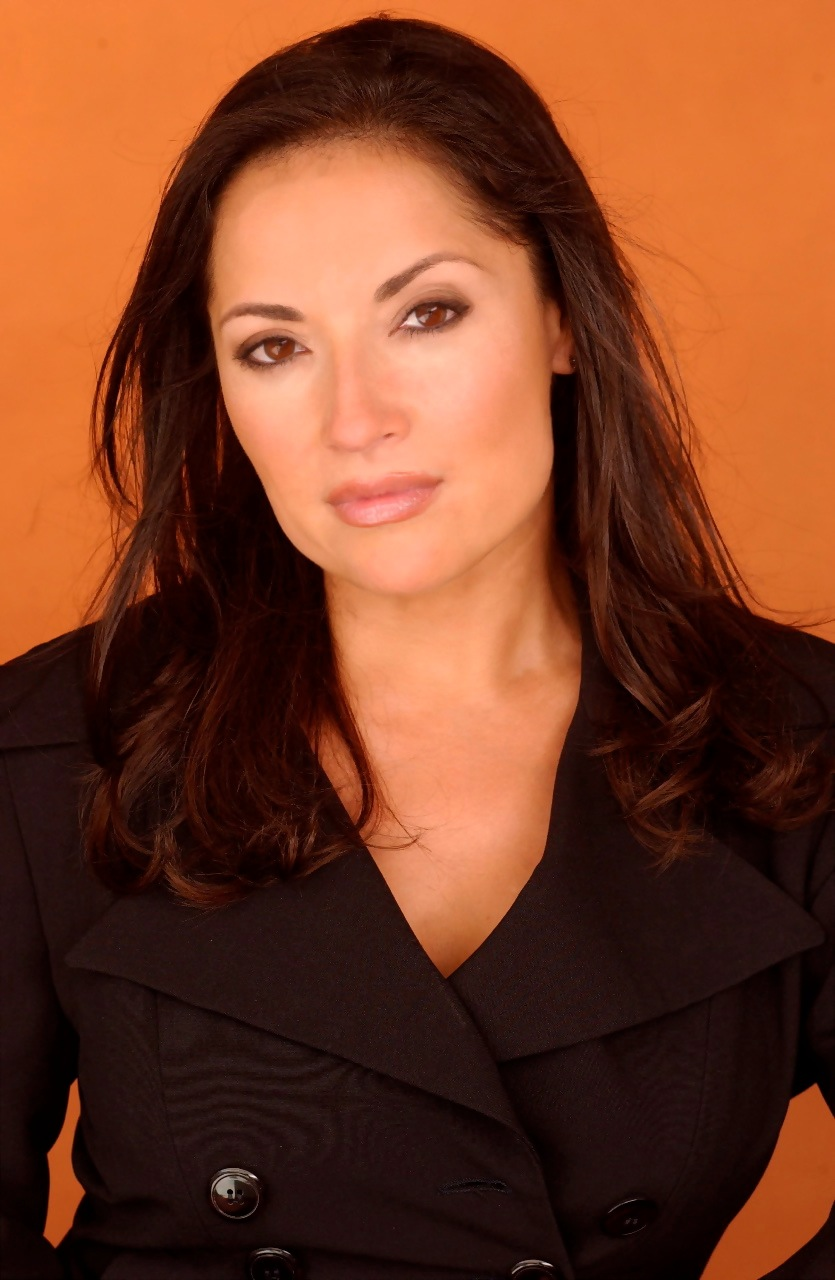
Margo Rey nel 2010

Margo Rey, pseudonimo di Margarita Reymundo-Jurado (Acapulco, 18 ottobre 1966), è una cantante e cantautrice messicana, il cui nome d'arte originale era Margo Reymundo.

## Biografia
Margo Rey è nata ad Acapulco, in Messico, ed è cresciuta ad Arlington e Dallas, in Texas, l'ultima di cinque figli della famiglia. Sua madre, Juana-Amparo Jurado, era una ballerina di flamenco e suo padre, Alejandro Reymundo, era un subacqueo. Quando Margo aveva due anni la famiglia si trasferì a Fort Worth, in Texas. Iniziò ad esibirsi all'età di 11 anni.

## Carriera

### Inizi
In Texas la Rey ha seguito un corso di musica classica. Da adolescente era la cantante principale dei Debutante, una rock band tutta al femminile di Arlington. La band ha girato negli Stati Uniti e all'estero. Nel 1988 Debutante pubblicò un album, These Boots Were Made For Walkin. All'inizio degli anni '90, iniziò a cantare nei The Ritual, una band power-pop. La band attirò l'interesse della Columbia Records, ma sul punto di firmare, interruppero le trattative. La Rey fu quindi assunta da una sede di Dallas, Sambuca. Diventò la bandleader di un sestetto Latin Jazz / R&B chiamato Miss Margo & The Lost Souls.
L'album di debutto del gruppo, Acaba, conteneva due singoli uno nella top-five e due nella top-20, secondo la rivista Radio y Musica. Il successo dell'album portò la Rey a un importante contratto discografico nel 1997 con la PolyGram Latino. A causa del consolidamento aziendale, la Rey si trovò nel limbo dell'etichetta e per tre anni il suo album non fu pubblicato, ma non poteva nemmeno rescindere il suo contratto.

### Teatro musicale e voce fuori campo
Nel 1998 l'attore Edward James Olmos ascoltò Margo cantare e la raccomandò per un ruolo principale nel musical destinato a Broadway Selena Forever. Questo le aprì una carriera nel teatro musicale di New York.
La Rey si trasferì a Los Angeles per fare musica mentre lavorava come attrice. Firmò con la Abrams Artist Agency. È stata la vocalist per la Juniper Music e lavorò nel doppiaggio in spot televisivi e pubblicità nazionale per una varietà di aziende sia in inglese che in spagnolo.

### Stile musicale
Margo chiama il suo stile di musica "Organica", un ibrido non ortodosso di musica pop che affonda le sue radici nel jazz con profondi groove etno-ritmici, chitarre materiche, tastiere e voci lussureggianti. Nel 2009 ha pubblicato il suo album My Heart's Desire ed è apparsa come ospite nello spettacolo Dr. Phil, dove si è esibita in Between Us. L'album ha ricevuto il premio Muse's Muse nel 2009 per Best Overall CD Project in Any Category (Il miglior progetto di CD in Ogni Categoria).
Elenco tracce di My Heart's Desire
1. Organica – 0:10
2. My Heart's Desire – 5:03
3. Tell Me – 5:16
4. Wrapped Around Your Finger – 7:49
5. Andrew – 0:18
6. Between Us – 4:42
7. Picture This – 4:46
8. You Belong To Me – 4:56
9. Picture the Way Back – 0:17
10. The Way Back – 6:24
11. Strap In – 0:04
12. I Saw You – 4:58
13. Ain't No Sunshine – 4:47
14. Chimes – 0:23
15. Couldn't Be More Wrong – 6:14
16. Thank You – 0:34

La musica della Rey ha attirato l'attenzione del comico Ron White e del produttore musicale Michael Blakey, ex presidente della Virgin Records / 2K Records. Blakey e White formarono l'Organica Music Group e fecero alla Rey il loro primo contratto.
Un anno dopo l'Organica ha lanciato il singolo EP originale della Rey chiamato Habit (Remixes), che debuttò piazzandosi al numero 7 e salì al numero 1 per due settimane consecutive. Habit rimase anche nella classifica Hot Dance Club Songs di Billboard per nove settimane.
Alla fine del 2011 la canzone della Rey Let The Rain, che ha scritto insieme a John Oates, è rimasta in classifica per 21 settimane, raggiungendo il numero 17 nella classifica Adult Contemporary della rivista Billboard. La traccia è stata nominata Hot Shot Debut nella classifica Billboard Adult Contemporary. Il seguente singolo radiofonico, Between Us, è salito al numero 21 della Billboard AC Chart nell'agosto 2012.
Nel 2011 la Rey ha pubblicato un EP di Natale, This Holiday Night, che è apparso nella Top 20 delle classifiche di Billboard Adult Contemporary. La canzone del titolo è stata scritta dalla Rey e Barrett Yeretsian.

### 2012-presente
L'album della Rey Habit, pubblicato nel luglio 2012 da Organica Music Group, è stato prodotto da Rey, Elton Ahi e Chris Wabich. Habit è stato registrato e mixato a Rusk LA da Ahi e masterizzato da Yossi Shaken.
Elenco tracce di Habit:
1. Habit – 4:19
2. Let the Rain (featuring John Oates) – 3:32
3. Between Us – 4:08
4. Get Back – 3:40
5. I Saw You (Again and Again) – 4:30
6. I'll Give My Heart – 3:21
7. Couldn't Be More Wrong – 3:51
8. Saturn Returns (feat. John Oates) – 3:21
9. Pla$tic Karma – 3:43
10. Roses – 3:04
11. 10 Reasons – 3:38
12. You'll Be Coming Back – 3:31
13. She's Not There – 2:36

Il singolo Tempted, una cover del brano degli anni '80 degli Squeeze, si è piazzato al numero 28 della National AC Airplay Chart di Billboard, la settimana del 26 maggio 2013.

## Esibizioni dal vivo
Margo è stata residente al B. B. King's Blues Club nel 2011 e 2012. Insieme a White e alla sua band, Rey ha tenuto numerosi spettacoli dal titolo Ron White Presents: Margo Rey Live, ospitato da White, e con apparizioni come John Oates.
Alla fine del 2012 la Rey ha accompagnato il sassofonista Dave Koz come cantante ospite nel suo tour "Dave Koz and Friends Christmas Tour 2012" tra il Ringraziamento e il Natale.

## Discografia

### Album
- 2008: My Heart's Desire
- 2010: Get Back (Remixes)
- 2012: Habit

### EP
- 2010: Habit (Remixes)
- 2011: This Holiday Night

### Singoli
- 2010: You Belong To Me
- 2011: Let The Rain (con John Oates)
- 2012: Between Us
- 2013: Tempted

### Classifica
| Titolo                                                | Anno | Posizioni di punta in classifica | Posizioni di punta in classifica |
| Titolo                                                | Anno | US AC                            | US Hot Dance Club Songs          |
| ----------------------------------------------------- | ---- | -------------------------------- | -------------------------------- |
| Habit                                                 | 2010 | —                                | 28                               |
| Get Back                                              | 2011 | —                                | 35                               |
| Let the Rain (con John Oates)                         | 2011 | 17                               | —                                |
| This Holiday Night                                    | 2011 | 18                               | —                                |
| Between Us                                            | 2012 | 21                               | —                                |
| Tempted                                               | 2013 | 17                               | —                                |
| "—" denota una pubblicazione che non è in classifica. |      |                                  |                                  |

## Filantropia
Rey è una sopravvissuta al cancro al seno metastatico. Si è esibita al Beverly Wilshire Hotel in un evento di una notte a beneficio della Noreen Fraser Foundation, un'organizzazione senza scopo di lucro che raccoglie fondi per la ricerca sul cancro delle donne.

## Vita privata
Il fratello di Margo è il comico Alex Reymundo. Dal 2013 al 2017 la Rey è stata sposata con il comico Ron White, con il quale il fratello di Rey è in tournée come inizio della collaborazione con White.